# Сен-Сирг-де-Мальбер
Сен-Сирг-де-Мальбе́р (фр. Saint-Cirgues-de-Malbert, окс. Sant Cirgues de Malbert) — коммуна во Франции, находится в регионе Овернь. Департамент — Канталь. Входит в состав кантона Сен-Сернен. Округ коммуны — Орийак.
Код INSEE коммуны — 15179.
Коммуна расположена приблизительно в 420 км к югу от Парижа, в 95 км юго-западнее Клермон-Феррана, в 20 км к северу от Орийака.

## Население
Население коммуны на 2008 год составляло 220 человек.
| 1962 | 1968 | 1975 | 1982 | 1990 | 1999 | 2008 |
| ---- | ---- | ---- | ---- | ---- | ---- | ---- |
| 313  | 335  | 302  | 238  | 232  | 226  | 220  |

## Экономика

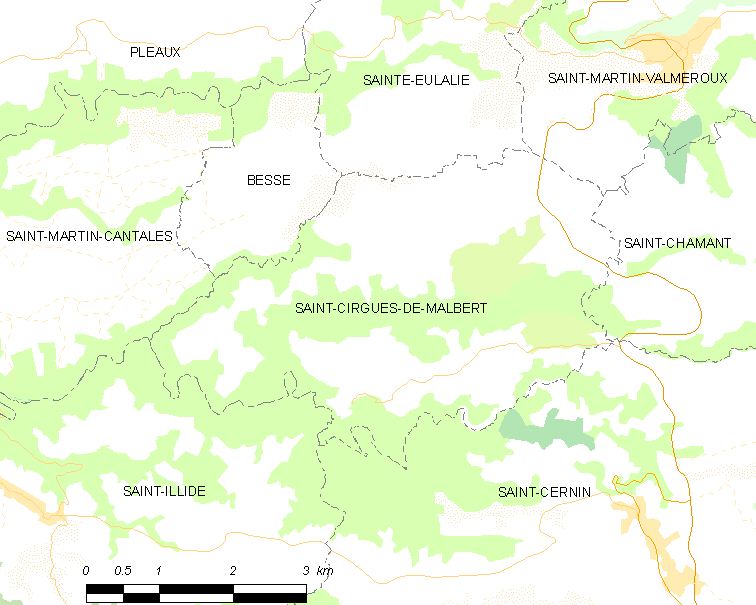
Карта коммуны

В 2007 году среди 132 человек в трудоспособном возрасте (15—64 лет) 93 были экономически активными, 39 — неактивными (показатель активности — 70,5 %, в 1999 году было 62,7 %). Из 93 активных работали 91 человек (49 мужчин и 42 женщины), безработных было 2 (1 мужчина и 1 женщина). Среди 39 неактивных 9 человек были учениками или студентами, 19 — пенсионерами, 11 были неактивными по другим причинам.

## Достопримечательности
- Церковь Сен-Сир (XI—XII века). Памятник истории с 1978 года[3]
- Командорство (резиденция командора ордена) Опиталь-Шофранш (XII—XIII века). Памятник истории с 2010 года[4]